# With Love (Hilary Duff)
With Love è il secondo singolo estratto dal quinto album di Hilary Duff Dignity. La canzone è la colonna sonora della pubblicità del suo omonimo profumo.
È scritta in collaborazione della pluri-premiata ai Grammy Awards Kara DioGuardi. La première in radio è stata il 25 gennaio presso gli studi radiofonici di KissFM nel programma radiofonico di Ryan Seacrest. La première del video invece è stata l'8 febbraio a TRL America. In Italia la canzone è stata presentata nel programma di Simona Ventura, Quelli che il calcio.

## Critiche
With Love ha ottenuto una recensione positiva da Chuck Taylor di Billboard che ha dichiarato che il brano "riesce a tramutare l'avvenente cantante in una vera diva. È una tattica audace, e di sicuro capace di isolare Hilary dalle molte forme ritmiche che omogeneizzano le onde pop". È stata lodata anche da Bill Lamb di About.com, che ha dichiarato che "in With Love [...] stile ed eleganza si combinano con un ritornello irresistibile tale da risultare difficile che le radio possano ignorarlo". Lamb ha continuato dicendo che il singolo "sembra pronto a demolire le muraglie delle radio pop" e a raggiungere una top ten, e che Duff "si spaccia per una discepola di Kylie Minogue nella performance". Il brano è stato posto al sessantasettesimo gradino nell'elenco delle "Top 100 Pop Songs 2007" redatto da About.com. Una recensione per il programma televisivo britannico Newsround l'ha definito un brano che "a Kylie e Madonna piacerebbe avere nel loro prossimo album" e ha predetto che sarebbe divenuta una hit da top twenty.

## Il video
Il video è stato girato dal regista Matthew Rolston a Los Angeles. Il video inizia con gli applausi che Hilary Duff riceve alla fine di una performance. Ritiratasi nel backstage, prende un cappello, un cappotto e la sua borsa; una volta uscita viene fotografata da moltissima gente e da lì inizia l'attrazione immediata tra lei e un uomo (interpretato dal modello Kellan Lutz), che la insegue fino ad un albergo.
Sono presenti nel video scene dove Hilary, aspettando l'uomo, balla molto sensualmente rinchiusa in un ascensore. Hilary spruzza del profumo sul collo e, nascosta dietro una colonna, gira il cappotto e indossa una parrucca nera. Poi sale delle scale e butta il cappotto di sotto, mentre strappa il vestito bianco che indossa, rivelando sotto un vestito nero, di cui strappa la parte inferiore della gonna. L'uomo la insegue dentro un ascensore, dove lei si toglie la parrucca e iniziano delle forti effusioni, seguite subito dopo da una serie di movimenti tipici dell'amore passionale. Il cavo dell'ascensore, a causa dei ripetuti movimenti, comincia a cedere finché, dopo alcuni secondi, non si spacca facendo cadere Hilary e il ragazzo, immersi in un'atmosfera spettacolare tipica della discoteca da sballo, facendoli cadere lungo la linea discendente fino a farli sfracellare al suolo. Alla fine del video appare una schermata bianca con la scritta "to be continued".

## Tracce
Il singolo è stato pubblicato il 16 marzo in Italia dall'etichetta Virgin Records.
- "With Love" (radio edit) – 3:04
- "With Love" (album version) – 3:01
- "With Love" (Richard Vission's Big Room edit) – 4:30
- "With Love" (Richard Vission's Big Room Love) – 6:10
- "With Love" (Bimbo Jones remix) – 6:44

## Classifiche
| Classifica (2007)                  | Posizione massima |
| ---------------------------------- | ----------------- |
| Australia                          | 22                |
| Canada                             | 6                 |
| Europa                             | 46                |
| Germania                           | 91                |
| Irlanda                            | 26                |
| Italia                             | 8                 |
| Nuova Zelanda                      | 27                |
| Paesi Bassi                        | 91                |
| Regno Unito                        | 29                |
| Spagna                             | 6                 |
| U.S. Billboard Hot 100             | 24                |
| U.S. Billboard Pop 100             | 17                |
| U.S. Billboard Hot Dance Club Play | 1                 |

### Classifica italiana
| Posizione | 8 | 12 | 11 | 19 | 26 | 19 | 23 | 20 |